# Les Naufragés de l'île aux pirates
Pour plus de détails, voir Fiche technique et Distribution.
Les Naufragés de l'île aux pirates (Haakon Haakonsen) est un film américano-norvégo-suédois réalisé par Nils Gaup, sorti en 1990.

## Fiche technique
- Titre original : Haakon Haakonsen
- Titre français : Les Naufragés de l'île aux pirates
- Titre anglais : Shipwrecked
- Réalisation : Nils Gaup
- Scénario : Nils Gaup, Bob Foss, Greg Dinner, Nick Thiel
- Musique : Patrick Doyle
- Sociétés de production : Walt Disney Productions, Svensk Filmindustri (SF), Filmkameratene A/S
- Budget : 60 000 000 NOK (estimation)[1]
- Pays d’origine :  Norvège,  Suède,  États-Unis
- Langue originale : anglais
- Format : couleur (Technicolor) - 35 mm - 2,35:1 - Son : Dolby
- Genre : Aventure
- Durée : 92 minutes
- Dates de sortie :
  -  Norvège : 3 octobre 1990
  -  États-Unis : 1er mars 1991
  -  Suède : 2 août 1991

## Distribution
- Stian Smestad
- Trond Pater
- Stamsö Munch
- Louisa Haigh
- Gabriel Byrne
- Thorbjørn Harr